# Romolo del Tadda

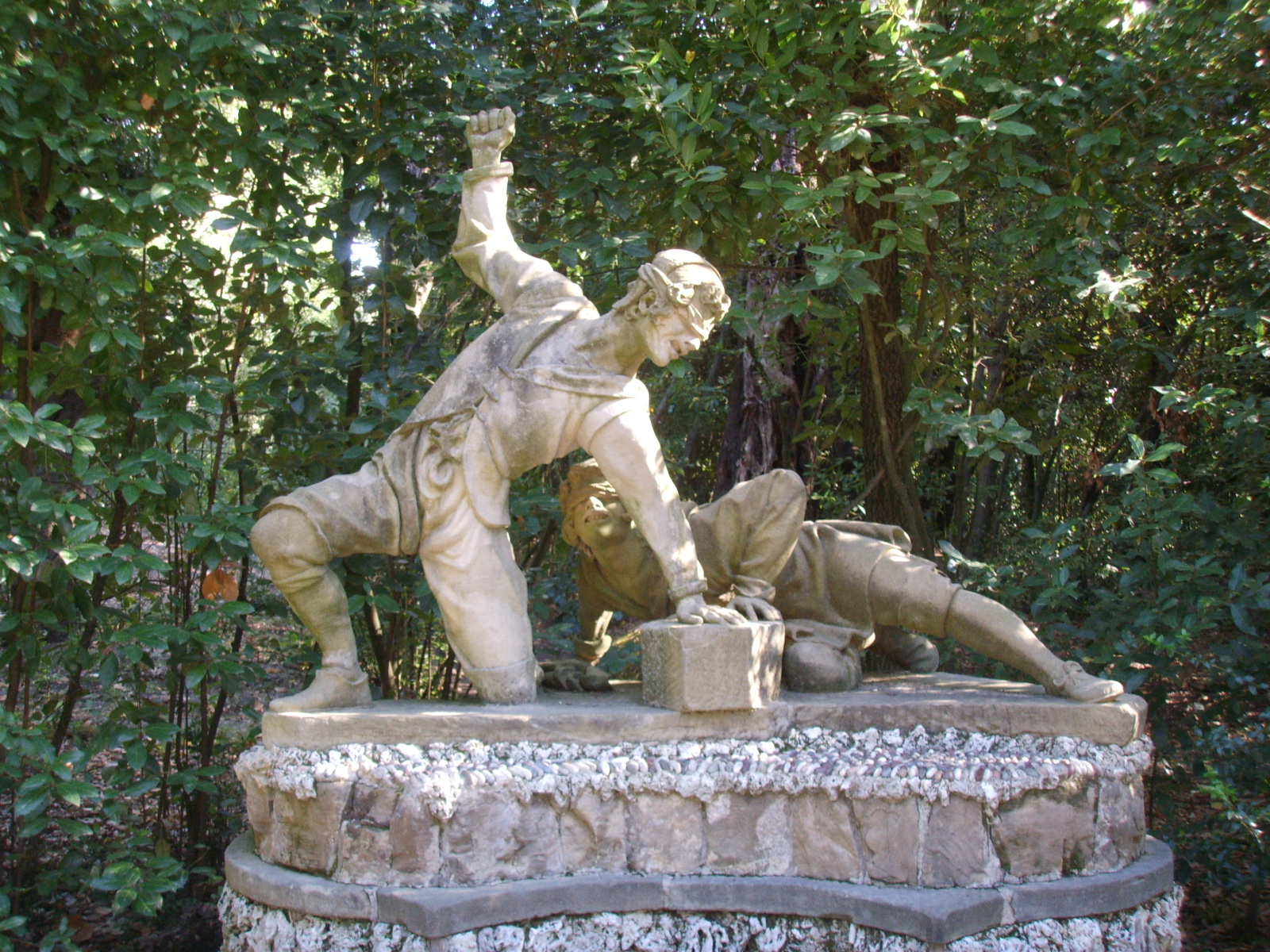
I Giocatori del saccomazzone, giardino di Boboli

Romolo del Tadda, indicato anche come Romolo Ferrucci (detto del Tadda) o Romolo di Francesco Ferrucci (Fiesole, 29 settembre 1544 – Firenze, 7 marzo 1621), è stato uno scultore italiano.

## Biografia
Appartenne ad una famiglia di maestri scalpellini e scultori di Fiesole documentata dal XV al XVII secolo. Suo padre fu lo scultore Francesco Ferrucci del Tadda con cui collaborò.
Attivo soprattutto a Firenze e dintorni, sue opere si trovano al Giardino di Boboli e alla Villa Caruso di Bellosguardo.
Fu uno specialista nella rappresentazione di animali.